# Lasek (akwarela Stanisława Masłowskiego)
Lasek – akwarela polskiego malarza Stanisława Masłowskiego z okresu 1880–1890 znana z reprodukcji.
Lasek jest pejzażem z lat 1880–1890 malowanym techniką akwarelową w pobliżu wsi Pieczyska w okolicach Grójca w okresie, kiedy artysta bywał tam często z wizytą u swego kolegi Czesława Tańskiego. Miejsce przechowywania obrazu (2022) – nieznane. Pisali o tym obrazie: syn artysty – historyk sztuki w swym opracowaniu: Stanisław Masłowski– Materiały do życiorysu i twórczości, Halina Cękalska-Zborowska w książce: Wieś w malarstwie i rysunku naszych artystów, Eligiusz Niewiadomski w pracy „Malarstwo polskie...”, a także Feliks Manggha-Jasieński w swym wstępie do reprodukcji akwareli w publikacji albumowej pt. „Sztuka Polska – malarstwo pod kierownictwem Feliksa Jasieńskiego i Adama Łady Cybulskiego”.

## Opis
Akwarela pod nazwą „Lasek” Masłowskiego przedstawia szeroką panoramę pól z rozległą płaszczyzną zoranej ziemi uprawnej z frontu i łąk porośniętych krzakami lub drobnymi, młodymi drzewami w dalszej perspektywie. W oddali jest widoczne pasmo zadrzewienia – zapewne sosnowego – linia drzew tworzących tytułowy „lasek” – tak charakterystyczny dla krajobrazu mazowieckiego na przełomie XIX/XX stuleci. W głębi po lewej jest dostrzegalna drobna sylweta samotnego drzewa – zapewne równie charakterystycznej polnej „gruszy”. Miejsce przechowywania akwareli nie jest znane. Syn artysty (historyk sztuki) podawał (1957), że obraz „dawniej znajdował się w zbiorach Muzeum Narodowego w Krakowie nr inw. 154011, ze zbiorów F.Jasieńskiego, dotąd nie odnaleziony.”

## Uzupełniające informacje
Opublikował on (1957) również następujące szczegółowe uwagi na temat tej akwareli: „Zdaje się zresztą, że „Lasek” ten, dekorujący dział F. Jasieńskiego w Muzeum Narodowym w Krakowie, był tylko kopią wykonaną na zamówienie Jasieńskiego przez artystę-malarza Grotta. Autentyk został przez właściciela najwidoczniej gdzieś sprzedany. W »Albumie sztuki polskiej« (Lwów, 1903, wyd. Altenberga) ukazała się barwna reprodukcja obrazu ze wstępem Feliksa Jasieńskiego, gdzie jako właściciel figuruje B.Wydżga w Warszawie. Obraz ten reprodukowany także w Niewiadomskiego „Malarstwie polskim...”, Warszawa 1926, s. 212”.
Tutaj zamieszczono kopię z albumu „Sztuka Polska – malarstwo pod kierownictwem Feliksa Jasieńskiego i Adama Łady Cybulskiego”, wydanie drugie – Pięćdziesiąt reprodukcyj najwybitniejszych przedstawicieli malarstwa polskiego. Oryginał wówczas należał do Bohdana Wydżgi.
Halina Cękalska-Zbrowska w książce „Wieś w malarstwie i rysunku naszych artystów” pisała o omawianej akwareli w następujący sposób: „Masłowski w tematyce pejzażu zaczyna odkrywać ulubione później motywy [...] Jest to więc ‘Lasek’ malowany w okolicach Pieczysk”
Eligiusz Niewiadomski w książce: „Malarstwo polskie XIX i XX wieku”..., zamieścił o omawianej akwareli następujące uwagi: ...„Z energią i zapałem młodzieńca zrzuca Masłowski starą skórę. Zaczyna teraz malować wyłącznie akwarellą, w której się rozsmakował dla lekkości i przejrzystości tonu.[...] „Lasek” – rzadka smuga, raczej koronka sosen w dali – biedny, przetrzebiony polski lasek – jest arcydziełem wyczucia charakteru w najuboższym i najmniej wdzięcznym motywie pejzażu polskiego. Mniej japoński, niż poprzedni, ma jednak tę swobodną lekkość szkicu odniechcenia rzuconego, właściwą nowemu stylowi artysty.[...]
Wybitny koneser sztuki i kolekcjoner, jakim był Mangha-Jasieński  opublikował we wstępie do reprodukcji tego obrazu następujący komentarz: […] „patrzę na odbitkę „Lasku” Masłowskiego, naszego, po naszemu przetrzebionego lasku, z taką przedziwną finezyą i prawdą, przez wielki indywidualny talent oddanego lasku, który wraz z innymi klejnocikami, krył się długo w skromnym, brudnym, maleńkim notatniku artysty, w jego »Mandze«. Bo się zachwycam mistrzowskiem oddaniem charakteru tej mikroskopijnej, cichej gruszy „co na miedzy siedzi”, za laskiem na lewo.”